# Пагода Тхьенму
Пагода Тхьенму (вьет. Chùa Thiên Mụ, тьы-ном 天姥寺), также называемая Пагода Линьму (Chùa Linh Mụ, 靈姥) — буддийский храм, расположенный на берегу Ароматной реки на холме Хакхе, в 5 км западнее центра Хюэ во Вьетнаме. Пагода имеет семь ярусов и является самой высокой во Вьетнаме. Храм неоднократно воспет в эпосе и является неофициальным символом бывшей столицы Вьетнама. Посвящена небесной леди, которая, по преданию, явилась на этом месте и предсказала появление князя Нгуен Хоанга и постройку храма. Основана в 1601 году.

## История

### Легенда
В конце XVI века, князь Нгуен Хоанг получил должность губернатора самой южной частью Вьетнама того времени Тхуаньхоа, он лично ездил и осматривал местность. Он собирался укрепить свое влияние в этой области и в дальнейшем выйти из подчинения князей Чинь. Согласно королевским летописям, перегоняя лошадей вверх по реке Хыонг, он обратил внимание на холм Хакхе, который был похож на дракона. От местных жителей он услышал легенду, о том что на этом месте является женщина в красных штанах и синем платье, известная как Тхьенму (буквально, «небесная старуха»), и произносит пророчество: «Придёт князь и построит здесь храм и настанет эра процветания». Нгуен Хоанг приказал начать строительство храма на этом месте.

### Основание буддийской общины
Первоначальный храм был скромным, а позже расширялся и ремонтировался. Первую попытку построить капитальное здание предпринял Нгуен Фук Тан в 1665 году.
В 1695 году, по приглашению князей Нгуен, в Хюэ прибыл из Китая дзен-мастер Тхить Дай Шан (Thích Đại Sán) — член секты Тао Донг (вьет. Tào Động), чтобы основать буддийскую общину и следить за ее развитием. Он был известным буддийским ученым династии Цин, пользовался покровительством правящего князя Нгуен Фук Чу и был назначен настоятелем пагоды. В седьмом месяце 1696 года, он вернулся в Китай, но даровал благословение бодхисаттвы на Чу.

### Период расцвета
В 1710 году Чу финансировал отливку гигантского колокола весом 3285 кг и высотой 2,5 м, который считается одним из самых ценных памятников культуры того времени во Вьетнаме. Колокол было слышно на расстояние 10 км вокруг. Он стал предметом многих стихов и песен, в том числе за авторством императора Нгуен Хьен-то, который правил в 1840-х годах. В настоящее время этот колокол стоит в павильоне слева от башни Фыокзуен. Справа от башни стоит символ долголетия, массивная мраморная черепаха, на ее панцире установлена стела высотой 2,58 м, датированная 1715 годом.
К 1714 году благодаря покровительству князя Чу территория храма претерпела крупнейшее в её истории расширение территории почти до современных границ. Были установлены тройные ворота. Приобретены различные святыни: десять королей, Юй-ди, залы для проповеди дхарм, башни для хранения сутр, башни для колоколов и барабанов, медитационные залы, зал для поклонения Авалокитешваре и Будде медицины, а также жилые помещения для сангхи.
Нгуен Фук Чу сыграл большую роль в установке правила соблюдения буддийского поста вассаны, который проходит ежегодно между полнолуниями четвертого и седьмого лунных месяцев, совпадая с сезоном дождей. Традиция берет начало из древней Индии и возникла во времена Гаутамы Будды. В пост, монахи оставались на одном месте и продолжали свою духовную деятельность, вместо того, чтобы кочевать и проповедовать дхарму, в основном из-за того, что все дороги были залиты водой. Кроме того, он организовал экспедицию в Китай, чтобы вернуть копии Трипитаки и сутр Махаяны, которые составляли более тысячи томов, и передал их пагоде.

### Башня Фыокзуен
В XIX веке династия Нгуенов, которую в 1802 году основал Нгуен Тхе-то, по-прежнему оказывала покровительство храму. Его сын Нгуен Тхань-то продолжил финансировать реконструкцию и дальнейшее расширение комплекса.
В 1844 году император Нгуен Хьен-то построил башню Тынян (вьет. Từ Nhân), в честь поминовения своей бабушки, императрицы Тхуан Тхьeн. Кирпичная башня имеет высоту 21 метр, восьмиугольную форму и состоит из 7 уровней. Каждый уровень символизирует воплощение Будды. Внутри находится винтовая лестница, которая ведет на верхнюю площадку, где ранее находилась золотая статуя Будды. В настоящее время башня известна под названием «Фыокзуен» (вьет. Tháp Phước Duyên).

### Период упадка
В 1904 году тайфун сильно повредил пагоду и другие здания комплекса. Император Тхань-тхай Фе-де в 1907 году распорядился направить средства на восстановление храма, которое продолжается до сих пор. Этому способствовали зависимое от Франции положение династии Нгуенов, войны и восстания монахов.
В XX веке на территории пагоды появилась надгробная ступа в честь настоятеля храма Хоа Тхыонг Тхить Дон Хау (вьет. Hòa Thượng Thích Ðôn Hậu). Его тело покоится в ступе посреди сада сосновых деревьев.
На 2017 год пагода является действующим храмом, с проведением служб и открыта для посещения с 9 до 17 часов ежедневно.

## События 1963 года
Президент Нго Динь Зьем с момента его прихода к власти в 1955 году проводил политику покровительства католикам и притеснения буддизма, в армии, на государственной службе и в распределении финансовой помощи.
В мае в Хюэ демонстрация, посвященная празднику Весак, переросла в протесты против притеснения буддистов, в результате армия и полиция открыли огонь по толпе и бросили несколько гранат. Погибло девять человек. По стране прокатилась волна протестов, а пагода стала эпицентром этого движения.
На территории пагоды хранится машина Остин Вестминстер, на которой 11 июня 1963 года приехал в Сайгон монах Тхить Куанг Дык и совершил акт самосожжения в знак протеста. Эта трагическая смерть в итоге привела к устранению президента от власти.